# کشتی دفاع ساحلی کلاس اودین
کشتی دفاع ساحلی کلاس اودین (به انگلیسی: Odin-class coastal defense ship) یک کلاس از کشتی است که طول آن ۷۹ متر (۲۵۹ فوت) می‌باشد.